# Pavel Pavlyuchenko
Pavel Pavlyuchenko (tiếng Belarus: Павел Паўлючэнка; tiếng Nga: Павел Павлюченко; sinh 1 tháng 1 năm 1998) là một cầu thủ bóng đá Belarus. Tính đến năm 2017, anh thi đấu cho Rukh Brest.